# Claudine Bouchard
Claudine Bouchard est une cadre de direction et dirigeante d'entreprise canadienne. Elle a fait carrière chez Hydro-Québec
dont elle est PDG depuis le 5 juillet 2025.

## References
1. ↑  « Secrétariat aux emplois supérieurs - Claudine Bouchard », sur https://www.emplois-superieurs.gouv.qc.ca, Gouvernement du Québec (consulté le 3 juillet 2025)
2. ↑  « Claudine Bouchard devient PDG d’Hydro-Québec », sur lapresse.ca, La Presse, 2 juillet 2025